# Sokola Góra (gromada)
Sokola Góra – dawna gromada, czyli najmniejsza jednostka podziału terytorialnego Polskiej Rzeczypospolitej Ludowej w latach 1954–1972.
Gromady, z gromadzkimi radami narodowymi (GRN) jako organami władzy najniższego stopnia na wsi, funkcjonowały od reformy reorganizującej administrację wiejską przeprowadzonej jesienią 1954 do momentu ich zniesienia z dniem 1 stycznia 1973, tym samym wypierając organizację gminną w latach 1954–1972.
Gromadę Sokola Góra siedzibą GRN w Sokolej Górze utworzono – jako jedną z 8759 gromad na obszarze Polski – w powiecie radomszczańskim w woj. łódzkim, na mocy uchwały nr 36/54 WRN w Łodzi z dnia 4 października 1954. W skład jednostki weszły obszary dotychczasowych gromad Sokola Góra, Łączkowice i Kawenczyn ze zniesionej gminy Masłowice oraz obszary dotychczasowych gromad Pratkowice, Trzebce i Trzebce-Perzyny ze zniesionej gminy Wielgomłyny w tymże powiecie. Dla gromady ustalono 20 członków gromadzkiej rady narodowej.
1 lipca 1968 gromadę zniesiono, a jej obszar włączono do gromad: Wielgomłyny (wieś Sokola Góra, wieś Pratkowice, kolonię Grabowie, wieś Trzebce oraz kolonię Trzebce-Perzyny) i Masłowice (wieś Łączkowice, wieś i osadę młyńską Szreniawa, osadę młyńską Świnia-Krzywda, wieś Wierzbowiec, wieś Kawenczyn, kolonię Cyganka, kolonię Archaniołów oraz kolonię Parowo-Kawenczyn) w tymże powiecie.